# Менса, Питер
Питер Менса (род. 27 августа 1959, Аккра, Гана) — канадский актёр.

## Биография
Питер Менса родился в ганском городе Аккра. Его родители — из народа ашанти. В юном возрасте он переехал в Хартфордшир, Англия со своим отцом-инженером и матерью-писателем. С шести лет он начал увлекаться восточными единоборствами. Ещё в колледже Питер приобрел страсть к театральному кружку, позднее Питер принимал участие в постановках многих из них. В то время он приобрёл любовь к театру и настоящую страсть к игре. После окончания колледжа отправляется в путешествие по Европе, которое заканчивается переездом в Канаду, где он начинает строить свою актёрскую карьеру. Он стал постоянно сниматься в различных фильмах, играя эпизодические и второстепенные роли. На данный момент его актёрский архив содержит роли во многих известных Голливудских фильмах.
Сейчас Менса проживает в Лос-Анджелесе, играет в баскетбол и практикует боевое искусство ушу. Он небезразличен ко многим вопросам современности, в особенности, проблемам окружающей среды и Африки. Также Питер Менса немного практикует как врач и интересуется юриспруденцией.
Подарил внешность и голос одному из персонажей компьютерной игры Dead Space — Заку Хэммонду.

## Фильмография
| Год  |    | Русское название                        | Оригинальное название                   | Роль                                         |
| ---- | -- | --------------------------------------- | --------------------------------------- | -------------------------------------------- |
| 2000 | ф  | Вышибала                                | Bruiser                                 | Скинхед                                      |
| 2001 | ф  | Джейсон X                               | Jason X                                 | Сержант Элайджа Гулливер Бродски             |
| 2003 | ф  | Слёзы солнца                            | Tears of the Sun                        | Командир повстанческого отряда Тервази       |
| 2004 | ф  | Идальго                                 | Hidalgo                                 | Слуга-телохранитель                          |
| 2007 | ф  | 300 спартанцев                          | 300                                     | Персидский посланник                         |
| 2008 | ки |                                         | Dead Space                              | Зак Хэммонд                                  |
| 2008 | с  | Терминатор: Битва за будущее            | Terminator: The Sarah Connor Chronicles |                                              |
| 2008 | ф  | Невероятный Халк                        | The Incredible Hulk                     | Генерал Джо Греллер                          |
| 2009 | ф  | Аватар                                  | Avatar                                  | Аквей, вождь клана Всадников равнины         |
| 2010 | с  | Спартак: Кровь и песок                  | Spartacus: Blood and Sand               | Эномай, наставник гладиаторов в доме Батиата |
| 2011 | с  | Спартак: Боги арены                     | Spartacus: Gods of Arena                | Эномай                                       |
| 2012 | с  | Настоящая кровь                         | True Blood                              | Kibwe                                        |
| 2012 | с  | Спартак: Месть                          | Spartacus: Vengeance                    | Эномай                                       |
| 2013 | с  | Спартак: Война проклятых                | Spartacus: War of the Damned            | Эномай                                       |
| 2013 | мс | Трансформеры Прайм: Охотники на Чудовищ | Transformers Prime: Beast Hunters       | Предакинг                                    |
| 2014 | ф  | 300 спартанцев: Расцвет империи         | 300: Rise of an Empire                  | Персидский посланник                         |
| 2015 | с  | Сонная Лощина                           | Sleepy Hollow                           | Скрытый                                      |
| 2016 | ф  | Кевин Харт: Что теперь?                 | Kevin Hart: What Now?                   | Африканский диктатор                         |
| 2016 | с  | Миднайт, Техас                          | Midnight, Texas                         | Лемуэль Бриджер                              |
| 2017 | с  | Агенты «Щ.И.Т.»                         | Agents of S.H.I.E.L.D.                  | Ковас                                        |
| 2018 | ф  | Царь скорпионов 5: Книга душ            | The Scorpion King: Book of Souls        | Небсерек                                     |
| 2021 | ф  | G.I. Joe: Бросок кобры. Снейк Айз       | Snake Eyes                              | Слепой Мастер                                |
| 2024 | ф  | Гладиатор 2                             | Gladiator 2                             | Джубарта                                     |